# Trisetum martha-gonzaleziae
Trisetum martha-gonzaleziae là một loài thực vật có hoa trong họ Hòa thảo. Loài này được P.M.Peterson & Finot mô tả khoa học đầu tiên năm 2004.